# أغشوركيت
أغشوركيت, هي بلدية تابعة لمقاطعة ألاك عاصمة لبراكنة، وهي تقع على بعد 230 كيلومتراً من العاصمة نواكشوط على طريق لأمل، وهي قرية تشتهر بالآداب والمسلكيات الدينية.